# Paul Tiedemann

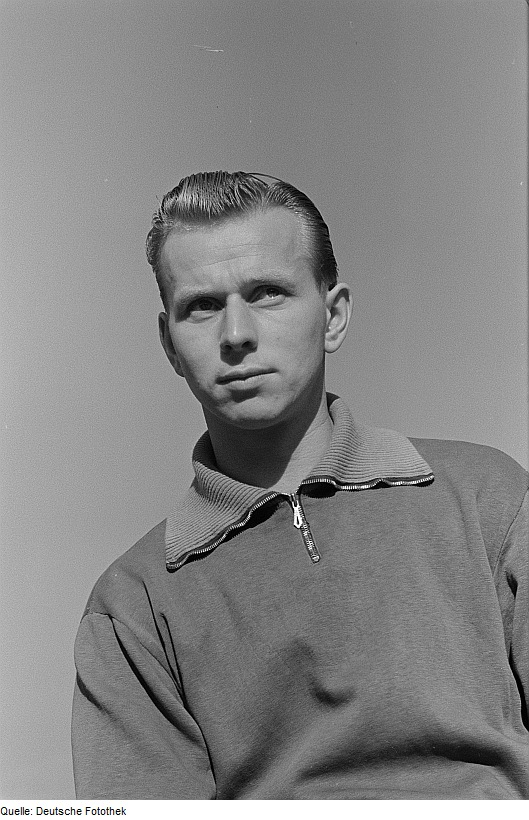
Paul Tiedemann 1953

Paul Tiedemann (* 29. Juni 1935 in Sudnicken (Ostpreußen), Ortsteil Germehnen; † 21. September 2014 in Engerwitzdorf bei Linz, Österreich) war ein deutscher Handballspieler und -trainer. Er war der Auswahltrainer der Männer-Handballnationalmannschaft der DDR, die bei den Olympischen Spielen in Moskau die Goldmedaille gewann.

## Leben
Paul Tiedemann war viertes Kind einer siebenköpfigen Landarbeiterfamilie. Von 1942 bis 1944 besuchte er die Volksschule in Königsberg-Lauth. Er verlor seine drei Geschwister im Krieg. 1947 wurde die Familie aus ihrer Heimat ausgesiedelt und kam nach Radeburg bei Dresden. Dort holte er zunächst an der Grundschule Radeburg zweieinhalb verlorene Jahre ohne Unterricht nach. Anschließend besuchte er von 1950 bis 1954 die Oberschule in Radebeul, die er mit dem Abitur beendete. Von 1954 bis 1957 studierte er an der DHfK Leipzig mi Abschluss als Diplomsportlehrer. Bis 1959 war er als Lehrer an der 13. Erweiterten Oberschule in Leipzig tätig. Von 1960 bis 1968 war er wissenschaftlicher Mitarbeiter am Institut für Sportspiele der DHfK. 1961 heiratete er, das Paar bekam zwei Kinder. Seine Ehefrau erlitt 1990 in Kairo einen Verkehrsunfall, an dessen Folgen sie starb. Seit 1992 lebte Paul Tiedemann in der Nähe von Linz (Österreich). 2007 erlitt er eine schwerwiegende Viruserkrankung und war auf einen Rollstuhl angewiesen; im Jahr 2014 erlag er den Erkrankungsfolgen. Noch wenige Tage vor seinem Tode wurde in Radeburg eine Sporthalle nach ihm benannt.

## Spielerkarriere
Tiedemann war einer der bekanntesten und erfolgreichsten deutschen Handballspieler der 1960er Jahre. 1951 begann er mit dem organisierten Sport und trat dem Deutschen Sportausschuß, dem späteren DTSB bei. Bis 1954 spielte er in Radeburg sowohl Fußball als auch Feldhandball in der Männermannschaft in der 1. Kreisklasse. Mit Beginn des Studiums an der DHfK begann auch seine Laufbahn in der SC DHfK-Handballmannschaft und kaum ein Jahr später, 1955, auch in der Nationalmannschaft.
1958 holte er mit der gemeinsamen deutschen Mannschaft bei der in der DDR ausgetragenen Handballweltmeisterschaft Bronze. 1963 wurde er bei der Feldhandball-Weltmeisterschaft der Männer 1963 mit der DDR-Auswahl Weltmeister. Der Finalsieg der DDR-Auswahl über die Mannschaft der Bundesrepublik im innerdeutschen Duell bedeutete die einzige Niederlage einer deutschen Mannschaft (Gesamtdeutsch, BR Deutschland und DDR zusammengenommen) bei Feldhandball-Weltmeisterschaften überhaupt. Drei Jahre später gewann er bei der letzten Feldhandball-Weltmeisterschaft nach einem Remis gegen die bundesdeutsche Auswahl im entscheidenden Spiel die Silbermedaille. Dreimal, 1961 mit der gesamtdeutschen Auswahl sowie 1964 und 1967 jeweils mit der DDR-Auswahl, nahm Tiedemann an Weltmeisterschaften im Hallenhandball teil, konnte dabei jedoch keine Medaille erringen.
Mit dem SC DHfK Leipzig stieg er 1958 in die Oberliga, die höchste Spielklasse der DDR, auf und wurde sofort Meister. Auf insgesamt
sechs Meistertitel im Hallenhandball (1959, 1960, 1961, 1962, 1965, 1966) sowie drei Vizemeister (1963, 1964, 1967), sowie einen Vizemeister im Feldhandball 1966 kann er verweisen. Außerdem gewann er mit dem SC DHfK 1966 in Paris den Europapokal der Landesmeister.
1959 wurde die Feldhandball-Auswahl der DDR mit Tiedemann als Kapitän als erste Mannschaft des Jahres in der DDR ausgezeichnet. Er erhielt außerdem den in der DDR verliehenen Ehrentitel Verdienter Meister des Sports und wurde in der Fachpresse der DDR auch regelmäßig so bezeichnet. Er war der erste Spieler, der es auf 100 Auswahl-Einsätze für die DHV-Auswahl brachte, von denen 30 Feld- und 70 Hallenhandballspiele waren. Dabei erzielte er insgesamt 303 Tore (82 Feld, 241 Halle). Nach dem 100. Länderspiel, das in Schwerin gegen Ungarn mit 27:20 gewonnen wurde und bei dem er sieben Tore warf, beendete er seine Laufbahn in der DHV-Mannschaft und im selben Jahr auch als aktiver Spieler beim SC DHfK.

## Trainerlaufbahn
Nach seiner Spielerkarriere war Tiedemann 30 Jahre lang als Trainer tätig. Seine Trainerlaufbahn begann 1968 beim SC DHfK, dessen neu formierte erste Männermannschaft wie auch die männliche A- und B-Jugendmannschaften er trainierte. Bis 1971 trainierte er auch zusätzlich noch die Junioren- und die B-Nationalmannschaft. Ab 1971 stand er auch als Co-Trainer an der Seite von Nationaltrainer Heinz Seiler und erreichte den vierten Platz bei den Olympischen Spielen in München 1972 und wurde bei der in der DDR ausgetragenen Weltmeisterschaft 1974 Vizeweltmeister. 1976 verpasste die DDR auf dramatische Weise nur durch schlechteres Torverhältnis und einen verschossenen 7-Meter in letzter Sekunde gegen die BRD die Olympiaqualifikation, worauf Seiler sein Amt niederlegte und Tiedemann im Mai 1976 Verantwortlicher Trainer der DDR-Auswahl wurde, was er bis zum Ende des Jahres 1988 blieb. Während dieser gesamten Zeit war sein langjähriger Weggefährte und späterer Nachfolger Klaus Langhoff sein Assistenztrainer. Tiedemann führte das DDR-Team zurück an die Weltspitze. Nach der gegen Schweden durch einen Freiwurf in letzter Sekunde verlorenen B-WM 1977 folgte ein 3. Platz bei der A-WM in Dänemark. Bei den Olympischen Spielen 1980 in Moskau führte Tiedemann die DDR-Auswahl zum Gewinn der Goldmedaille. Bei den Weltmeisterschaften 1978 und 1986 wurde seine Mannschaft jeweils Dritter. Wegen des Olympiaboykotts 1984 konnte die DDR ihren Titel in Los Angeles nicht verteidigen. Bei den Olympischen Sommerspielen 1988 in Seoul enttäuschte die Auswahl und schaffte mit Rang 7 gerade so die direkte WM-Qualifikation. Daraufhin gab Tiedemann sein Amt als Nationaltrainer an Klaus Langhoff ab.
Im Januar 1989 wurde bereits Tiedemanns Wechsel als Nationaltrainer nach Island vermeldet, der jedoch scheiterte, da die Sportführung der DDR fürchtete, dass das Land bei der WM 1990 ein Konkurrent der eigenen Mannschaft werden könnte.

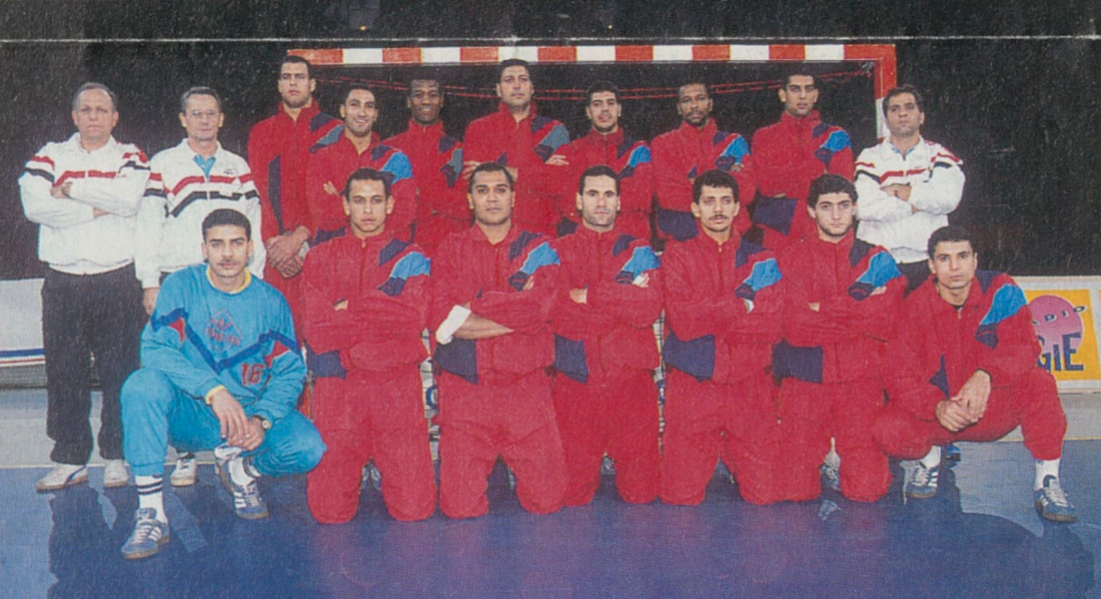
Paul Tiedemann (hinten, 2. v. l.) mit der ägyptischen Nationalmannschaft beim Tournoi de Bercy 1992.

Im Juni 1989 wurde Tiedemann Trainer der ägyptischen Männer-Handballnationalmannschaft, die im November 1990 der letzte Gegner der DHV-Auswahl war. Mit Tiedemann wurden die Ägypter 1989 in Algier Zweiter der Afrikameisterschaft. 1991 holten sie in Kairo den Afrikameistertitel, schafften damit die Olympiaqualifikation und gewannen außerdem bei den Allafrikanischen Spielen in Ägypten. Beim olympischen Turnier 1992 in Barcelona belegten die Ägypter hinter Deutschland den 11. Platz. Tiedemann legte damit den Grundstein für den zeitweiligen Aufstieg der Ägypter in die erweiterte Weltspitze. Tiedemanns sportliche Erfolge in Ägypten wurden durch den tragischen Tod seiner Frau bei einem Verkehrsunfall überschattet.
1992 nahm er ein Angebot des HC Linz AG an und wechselte nach Österreich, wo er bis zu seinem Tod lebte. Er führte den Verein zu drei Meistertiteln und drei Pokalsiegen. in der Spielzeit 1993/1994 erreichte er mit seiner Mannschaft das Finale des EHF-Pokals. Als in der Saison 1995/1996 der EHF Champions League der Linzer Verein gegen den FC Barcelona ausschied, stieg Sponsor Linde aus und der Verein musste eine Konkurserklärung abgeben.
In der Saison 1996/97 folgte Tiedemann einem „Notruf“ der abstiegsbedrohten SG Hameln und verhalf ihr mit dem Erreichen des 13. Tabellenplatzes zum Verbleib in der Handball-Bundesliga. Tiedemann betreute die SG Hameln in dieser Saison ab dem 10. Spieltag bis zum Saisonende. Zum Co-Trainer verpflichtete er den Rekordnationalspieler Frank-Michael Wahl, der zuvor jahrelang selbst bei der SG Hameln gespielt hatte. 1998 beendete Paul Tiedemann seine Trainerlaufbahn.

## Titel, Ehrungen und Erfolge

### Als Spieler
- Weltmeister (Feldhandball) 1963
- Europapokalsieger (Hallenhandball) 1966
- DDR-Meister (Hallenhandball) 1959, 1960, 1961, 1962, 1965, 1966
- Mitglied der "Mannschaft des Jahres" in der DDR 1959
- Vizeweltmeister (Feldhandball) 1966
- WM-Vierter (Hallenhandball) 1961
- "Verdienter Meister des Sports" in der DDR

### Als Auswahltrainer
- Olympiasieger 1980
- Afrikameister 1991
- WM-Dritter 1978, 1986

### Als Vereinstrainer
- Österreichischer Meister 1994, 1995, 1996
- ÖHB-Pokalsieger 1994, 1995, 1996
- DDR-Turniermeister (Hallenhandball) 1970/71 und 1971/72 (beide Turniere 1971)
- EHF-Cup-Finalist 1994